# Букстехуде
Букстехуде (њем. Buxtehude) град је у њемачкој савезној држави Доња Саксонија. Једно је од 40 општинских средишта округа Штаде. Према процјени из 2010. у граду је живјело 39.522 становника. Посједује регионалну шифру (AGS) 3359010.

## Географски и демографски подаци
Букстехуде се налази у савезној држави Доња Саксонија у округу Штаде. Град се налази на надморској висини од 5 метара. Површина општине износи 76,5 km². У самом граду је, према процјени из 2010. године, живјело 39.522 становника. Просјечна густина становништва износи 517 становника/km².

## Међународна сарадња
| Мјесто | Држава    | Врста сарадње | Од    |
| ------ | --------- | ------------- | ----- |
| Блањак | Француска | партнерство   | 1985. |
| Извор  |           |               |       |